# شاربنو (اورگن)
شاربنو (به انگلیسی: Charbonneau) یک منطقهٔ مسکونی در ایالات متحده آمریکا است که در اورگن واقع شده‌است.